# 管見
管見（1491年—1562年），字道夫，號石峰，浙江紹興府餘姚縣人，軍籍，明朝政治人物。

## 生平
嘉靖四年（1525年）乙酉科浙江鄉試舉人，五年（1526年）联捷丙戌科進士，授常州府推官，十一年（1532年）十一月選授吏科給事中，十五年（1536年）四月與山東道御史郭圻監視預建壽宮（明永陵）並修葺七陵等工，七月升兵科右給事中，十六年（1537年）六月升兵科左給事中，十七年（1538年）八月升戶科都給事中，因疾去官。起復為禮科都給事中，二十二年（1543年）四月升廣東布政使司右參政，二十三年（1544年）正月以考察致仕，四十年丁母憂，四十一年（1562年）卒，享年七十二歲。孫管應鳳。